# Pseudocoremia ombrodes
Pseudocoremia ombrodes är en fjärilsart som beskrevs av Edward Meyrick 1902. Pseudocoremia ombrodes ingår i släktet Pseudocoremia och familjen mätare. Inga underarter finns listade i Catalogue of Life.